# Fred Williamson
Frederick Robert Williamson (n. 5 martie 1938, Gary, Indiana, SUA) de asemenea cunoscut ca „the Hammer” este un actor, regizor și fost jucător de fotbal profesionist (pe post de defensiv back) care a jucat în principal în Liga Americană de Fotbal (AFL) în anii 1960. 
Williamson a avut o carieră în film încărcată, jucând rolul lui Tommy Gibbs în filmul dramatic din 1973 Black Caesar și continuarea sa Hell Up in Harlem. Williamson a mai avut roluri în alte filme din blaxploitation din anii 1970, cum ar fi Hammer (1972), That Man Bolt (1973) și Three the Hard Way (1974).
Printre cele mai cunoscute filme ale sale se numără Legenda negrului Charley (1972), Sufletul negrului Charley (1973), Cursă grea (1975) și Acel blestemat tren blindat (1978).

## Biografie
Williamson a început cariera ca jucător de fotbal la Universitatea Northwestern în anii 1950. În 1960, a jucat ca profesionist pentru Pittsburgh Steelers din National Football League (NFL). Un an mai târziu s-a mutat în noua ligă americană de fotbal (AFL), unde a jucat pentru Oakland Raiders și Kansas City Chiefs. A fost membru al echipei AFL All-Star în 1961, 1962 și 1963. Cu Chiefs a câștigat meciul de campionat AFL din 1966 împotriva lui Buffalo Bills cu 31-7.
Cariera de actor a început-o la televiziunea americană la sfârșitul anilor 1960, cu roluri de invitat în diferite seriale. În 1970 și-a făcut prima apariție ca actor în filmul M*A*S*H de Robert Altman. Au urmat multe roluri principale și secundare în film și televiziune. În anii 1980, Williamson a jucat adesea roluri în filme italiene. De la mijlocul anilor 1970, a regizat și filme de acțiune strict comerciale din când în când, în care el însuși joacă rolul principal. Până în prezent, a fost realizator pentru 22 de filme.

## Filmografie selectivă

### Actor de film
- 1970 M*A*S*H, regia Robert Altman
- 1970 Spune-mi că mă iubești, Junie Moon (Tell Me That You Love Me, Junie Moon), regia Otto Preminger
- 1972 Legenda negrului Charley (The Legend of Nigger Charley), regia Martin Goldman
- 1972 Violenza sul ring (Hammer), regia Bruce D. Clark
- 1973 Black Caesar - Il Padrino nero (Black Caesar), regia Larry Cohen
- 1973 Sufletul negrului Charley (The Soul of Nigger Charley), regia Larry G. Spangler
- 1974 Crazy Joe, regia Carlo Lizzani
- 1974 Oameni duri (Tough Guys), regia Duccio Tessari
- 1974 Boss Nigger, regia Jack Arnold
- 1975 Bucktown, regia Arthur Marks
- 1975 Cursă grea (Take a Hard Ride), regia Antonio Margheriti
- 1975 Cobra neagră (Mean Johnny Barrows), regia Fred Williamson
- 1975 Adiós Amigo, regia Fred Williamson
- 1976 No Way Back, regia Fred Williamson
- 1976 Death Journey, regia Fred Wiliamson
- 1976 Blind Rage, regia Efren C. Piňon
- 1976 Joshua, regia Larry G. Spangler
- 1977 Destinazione Roma (Mr. Mean), regia Fred Williamson
- 1978 Acel blestemat tren blindat (Quel maledetto treno blindato), regia Enzo G. Castellari
- 1983 I nuovi barbari (The New Barbarians), regia Enzo G. Castellari
- 1983 The Last Fight, regia Fred Williamson
- 1983 The Big Score, regia Fred Williamson
- 1983 I guerrieri dell'anno 2072, regia Lucio Fulci
- 1991 Detective Malone, regia Umberto Lenzi
- 1992 Three Days to a Kill, regia Fred Williamson
- 1996 De la apusul la răsăritul soarelui (From Dusk Till Dawn), regia Robert Rodriguez
- 1996 Sfida finale (Original Gangstars), regia Larry Cohen
- 1998 Children of the Corn V: Fields of Terror, regia Ethan Wiley
- 2002 On the Edge, regia Fred Williamson
- 2004 Starsky & Hutch, regia Todd Phillips
- 2005 Transformed, regia Efren C. Piñon
- 2006 Cu capul în nori (Spaced Out), regia Scott Grenke
- 2017 Check Point, regia Thomas J. Churchill
- 2017 Victory by Submission, regia Alan Autry
- 2018 A Stone Cold Christmas, regia di Courtney Miller
- 2019 VFW, regia di Joe Begos
- 2021 Devil's Triange, regia di Brendan Petrizzo

### Regizor
- 1975 Il cobra nero (Mean Johnny Barrows)
- 1975 Adiós amigo
- 1976 No Way Back
- 1976 Death Journey
- 1977 Destinazione Roma
- 1982 Trio mortale
- 1983 The Last Fight
- 1983 The Big Score
- 1986 Foxtrap
- 1986 The Messenger
- 1989 The Kill Reflex
- 2002 On The Edge – film TV